# Lugal-anda
Lugal-anda (auch Lugalanda) war ein sumerischer König von Lagaš im 24. Jahrhundert v. Chr. (ca. 2370 v. Chr., nach der mittleren Chronologie).
Lugal-anda war der Sohn des Oberpriesters von Lagaš und wurde von diesem zum König gemacht. In der vorhergehenden Zeit war es zu einer Stärkung der Macht der Priesterschaft und damit einhergehenden Usurpationen ihrerseits gekommen, deren oberste Schicht auch während Lugal-andas Herrschaft einflussreich blieb.
Lugal-anda war mit der Tochter eines Großgrundbesitzers namens Baranamtarra verheiratet, die geschäftliche Verbindungen mit der Königin von Adab pflegte. Aus der Regierungszeit Lugalandas liegen Dokumente vor, die jedoch alle den König in einem negativen Licht erscheinen lassen. Seine Herrschaft wird als eine Zeit der Korruption und des Unrechts gegenüber sozial Schwachen beschrieben. Inschriften zufolge soll sich auch der König durch das Beschlagnahmen von Land 650 Morgen desselben angeeignet haben. Nach neunjähriger Herrschaft wurde Lugal-anda von Urukagina gestürzt.